# Стивен Колбер
Стивен Тајрон Колбер  (енгл. Stephen Tyrone Colbert; Вашингтон, 13. мај 1964)  амерички је комичар, писац, продуцент, политички коментатор, глумац и телевизијски водитељ. Најпознатији је по томе што је водио сатирични Kомеди Сентрал програм Колбертов извештај од 2005. до 2014. и ЦБС разговорни програм Касна емисија са Стивеном Колбертом почевши од септембра 2015. године.   
Колберт је првобитно студирао за драмског глумца, али се заинтересовао за импровизационо позориште док је похађао Универзитет Нортхвестерн, а потом и глумио у култној телевизијској серији Странци са Кенди. Привукао је пажњу својом улогом учитеља историје Чака Ноблета, који је прикривено геј.
Колбертов рад као дописника у пародијској серији вести Дневне емисије компаније Комеди Сентрал стекао му је широко признање. Након што је завршио Колбертов Извештај, ангажован је 2015. године да наследи Дејвида Летермана као водитеља Касне емисије на ЦБС-у. 
Колберт је освојио девет награда Еми у ударном термину, две Греми награде и три награде Пибоди. Колберт је проглашен за једног од 100 најутицајнијих људи 2006. и 2012. године.  

## Младост
Колберт је рођен у Вашингтону,   најмлађи од једанаесторо деце у католичкој породици.   Своје прве године провео је у Бетесди, Мериленд. 
Док Колберт понекад комично тврди да је његово презиме француско, он је ирског порекла од 15/16. века; једна од његових пра-прабаба по оцу била је немачког и енглеског порекла.   Многи његови преци су емигрирали из Ирске у Северну Америку у 19. веку пре и за време Велике глади.  Првобитно се његово презиме изговарало /ˈколбәрт/ на енглеском; Отац Стивена Колберта, Џејмс, желео је да изговори име /коʊлˈбɛәр/, али је задржао изговор  из поштовања према сопственом оцу. Својој деци је понудио могућност да изговарају име како год желе.  Стивен је почео да користи  касније у животу када је прешао на Универзитет Нортхвестерн, искористивши прилику да се поново осмисли на новом месту где га нико није познавао.  Стивенов брат Едвард, адвокат за интелектуалну својину, задржао је ; ово је приказано у појављивању 12. фебруара 2009. у Колбертовом извештају, када га је други најстарији брат питао: „ или ?“ Ед је одговорио "", на шта је Стивен у шали одговорио: "Видимо се у паклу". 
Док је био на Нортхвестерну, Колберт је студирао са намером да постане драмски глумац; углавном је наступао у експерименталним представама и био незаинтересован за комедију. Почео је да изводи импровизацију док је био на колеџу.  Упркос ранијој аверзији према комичарској групи, уписао се на часове импровизације и веома је уживао у искуству.
Убрзо након тога, ангажован је да наступа са турнејом компаније Секонд Сити, у почетку као заменик Стива Карела. 

## Телевизијска каријера

### Шоу Дејна Карви(1996)
Колберт је шест месеци радио као глумац и писац у емисији Дејна Карви. Серија, коју је један рецензент описао као "камиказа сатиру" са "гранично сумњивим укусом", повукла је спонзоре након емитовања прве епизоде, а отказана је након седам епизода.  Колберт је затим кратко радио као слободни писац за Уживо суботом увече са Робертом Смигелом. Пошто му је био потребан новац, радио је и као консултант за сценарио за ВХ1 и МТВ, пре него што је преузео посао снимања хумористичких дописничких сегмената за Добро јутро Америко.  Само два сегмента које је предложио су икада произведена и само један је емитован, али посао је навео његовог агента да га упути на продуценткињу Дневне емисије, Медлин Смитберг, која је ангажовала Колберта на пробној основи 1997. 

### Странци са Кенди/слаткишима(1999—2000)
Колберт је радио са Седарисовом и Динелом на развоју нове хумористичне серије за Комеди Сентрал, Странци са Кенди.
Иако њена гледаност није била изузетна током првог приказивања, окарактерисана је као култна емисија са малом, али посвећеном публиком.  Колберт је поновио своју улогу у филмској адаптацији која је премијерно приказана на Санденс филмском фестивалу 2005. године и имала је ограничено издање 2006. године. Филм је добио различите критике. Колберт је такође заједно са Седарисовом и Динелом написао сценарио. 

### Дневна емисија(1997—2005)
Колберт се придружио екипи Комеди Сентрал-ове емисије вести пародије 1997. године, када је емисија била у другој сезони. Првобитно један од четири дописника који су снимали сегменте са удаљених локација у стилу репортера. Емисија је постепено почела да добија више политички тон и повећава популарност, посебно у другом делу сезоне председничких избора у САД 2000. године. Улоге дописника емисије проширене су на више сегмената у студију и међународних извештаја, који су се скоро увек радили у студију уз помоћ зеленог екрана. 
Колберт је освојио три Емија као писац Дневне емисије 2004, 2005. и 2006. године. 

### Колбертов извештај(2005—2014)
Колберт је водио сопствену телевизијску емисију од 17. октобра 2005. до 18. децембра 2014. године.  Колберт је водио емисију у лику разметљивог десничар, који се генерално сматра продужетком његовог лика у Дневне емисије. 

### Касна емисија(од 2015)
Дана 10. априла 2014, ЦБС је објавио у саопштењу за штампу  да ће Колберт „наследити Дејвида Летермана на месту водитеља Касне емисије који ступа на снагу када се господин Летерман повуче са емитовања“. 12. јануара 2015, ЦБС је објавио да ће Колберт премијерно наступити као водитељ касне емисије у уторак, 8. септембра 2015.  Први гост нове Касне емисије био је Џорџ Клуни.  Емисија има много више политичког фокуса од Касне емисије Дејвида Летермана.  

## Политика
У суботу, 29. априла 2006., Колберт је био истакнути забављач на вечери Удружења дописника Беле куће 2006. године.

### 2009. солидарност са америчким трупама у рату у Ираку
Колберт је стигао у Багдад, Ирак, 5. јуна 2009. да сними недељу дана емисија под називом „Операција Ирак, Стивен: Гоинг Командо“ под покровитељством УСО.  Колберт је имао одело скројено за њега у узорку војне борбене униформе. 

### Сведочанство у Конгресу 2010. године
Колберт је 24. септембра 2010. сведочио лично пред подкомитетом Представничког дома за правосуђе за имиграцију, држављанство и граничну безбедност.   

### 2010. скупови у Вашингтону
У септембру 2010. године, након скупа Глена Бека „Враћање части“, развијена је кампања која је позвала Колберта да одржи сопствени митинг у Линколновом меморијалу. 

## Други послови
Колберт је коаутор сатиричног текстуално-сликовног романа Вигфилда. Роман је био сарадња између Колберта, Ејми Седарис и Пола Динела и говори о малом граду коме прети предстојеће уништење огромне бране. Наратив је представљен као серија измишљених интервјуа са становницима града, праћених фотографијама. Три аутора су била на турнеји изводећи адаптацију Вигфилда на сцени исте године када је књига објављена.  
Колберт се појавио у малој споредној улози у филмској адаптацији Зачарани из 2005. године. Гостовао је у телевизијским серијама Без одушевљавања, молим, Сви градоначелникови људи и Закон и ред: злочиначке намере.  Појавио се као животни тренер Хомера Симпсона, Колби Краусе, у епизоди Симпсонових.  
Колберт је продуцент 1. другог филма, највећег светског непрофитног колаборативног уметничког филма. 

## Утицаји
Колберт је рекао да су на његову комедију утицали: Дон Новело,  Фил Силверс,  Алек Гинис,  Бил Козби,  Џорџ Карлин,  Дин Мартин,  Џон Стјуарт,  Монти Пајтон,  Стив Мартин,  и Дејвид Летерман.  Колберт је 2017. рекао да због оптужби за сексуални напад против Козбија више не може да слуша његову комедију. 
Међу комичарима који кажу да су били под утицајем Колберта су Нејтан Филдер, Џејмс Корден,  Минди Калинг,  Хасан Минхај,  Џордан Клепер,  Зиве Фумудох,  Џон Мулани,  Дерик Беклс,  Џули Клауснер,   и Били Ајхнер. 

## Лични живот
Колберт је римокатолик и предавао је у недељној школи.     Колберт је страствени читалац и навео је ауторе: Толкина, Селинџера, Сондерса и Асимова као своје фаворите, између осталих. 
Колберт је ожењен Евелин „Еви“ Макги-Колберт од 1993.  Она је ћерка истакнутог грађанског парничара у Чарлстону Џозефа Макгија. Колберт је касније описао први тренутак када је срео Евие као сусрет љубави на први поглед; међутим, неколико тренутака након што су се упознали, обоје су схватили да су одрасли заједно у Чарлстону и да имају много заједничких пријатеља.  
Пар има троје деце. Живе у Монтклеру, Њу Џерси.  
Током студија, Колберт је патио од напада депресије и анксиозности, због којих је морао да се лечи.    

### Политички ставови
Иако, по сопственом мишљењу, није био посебно политички пре него што се придружио глумачкој екипи Дневне емисије, Колберт је себе описао као демократу у интервјуу из 2004. године.   У интервјуу на Кенедијевој школи владе на Харвардском институту за политику, он је рекао да "нема проблема са републиканцима, само са републиканском политиком". 

## Објављени радови
- Колберт, Динело, Седарис. Вигфиелд: Град који може учинити који једноставно не може (Хиперион, 19. мај 2004.)  0-7868-8696-X
- Америка (Књига): Грађански водич кроз демократску неактивност (Варнер Боокс; септембар 2004.)  0-446-53268-1
- Ја сам Америка (а можеш и ти!) (Гранд Сентрал Публисхинг; 9. октобар 2007.)  0-446-58050-3
- Поново Америка: Поново постајемо величина коју никада нисмо били (Гранд Сентрал Публишинг; 2. октобар 2012.)  0-446-58397-9
- Ја сам Пољак (а можеш и ти! ) (Гранд Сентрал Публишинг; 8. мај 2012.)  1-455-52342-9
- Поноћне исповести Стивена Колберта (Симон & Шустер; 5. септембар 2017.)  978-1501169007 [78]